# Roupy

Roupy este o comună în departamentul Ain, Franța. În 1 ianuarie 2022 avea o populație de 238 de locuitori.